# Delray Beach Open 2025 - Qualificazioni singolare
Le qualificazioni del singolare del Delray Beach Open 2025 sono un torneo di tennis preliminare per accedere alla fase finale della manifestazione. I vincitori dell'ultimo turno sono entrati di diritto nel tabellone principale. In caso di ritiro di uno o più giocatori aventi diritto a questi sono subentrati i lucky loser, ossia i giocatori che hanno perso nell'ultimo turno ma che avevano una classifica più alta rispetto agli altri partecipanti che avevano comunque perso nel turno finale.

## Teste di serie
1. Tristan Boyer (qualificato)
2. Taro Daniel (ultimo turno)
3. Federico Agustín Gómez (primo turno)
4. Tomás Barrios Vera (primo turno)

1. Mitchell Krueger (primo turno)
2. Radu Albot (primo turno)
3. Zachary Svajda (qualificato)
4. James Trotter (qualificato)

## Qualificati
1. Tristan Boyer
2. James Trotter

1. Michael Mmoh
2. Zachary Svajda

## Lucky loser
1. Ethan Quinn

## Tabellone

### Legenda
| - Q = Qualificato - WC = Wild card - LL = Lucky loser | - ALT = Alternate - SE = Special Exempt - PR = Protected Ranking | - w/o = Walkover - r = Ritirato - d = Squalificato |

### Sezione 1
|  | Primo turno | Primo turno      | Primo turno   | Primo turno   | Primo turno |  |  | Ultimo turno | Ultimo turno   | Ultimo turno   | Ultimo turno | Ultimo turno |  |
|  |             |                  |               |               |             |  |  |              |                |                |              |              |  |
|  | 1           | Tristan Boyer    | Tristan Boyer | Tristan Boyer | 2           |  |  |              |                |                |              |              |  |
|  | WC          | J.J. Wolf        | J.J. Wolf     | J.J. Wolf     | 1r          |  |  | 1            | Tristan Boyer  | Tristan Boyer  | 6            | 6            |  |
|  | Alt         | Murphy Cassone   | 7             | 2             | 7           |  |  | Alt          | Murphy Cassone | Murphy Cassone | 4            | 2            |  |
|  | 5           | Mitchell Krueger | 5             | 6             | 65          |  |  |              |                |                |              |              |  |

### Sezione 2
|  | Primo turno | Primo turno    | Primo turno    | Primo turno | Primo turno |  |  | Ultimo turno | Ultimo turno  | Ultimo turno | Ultimo turno | Ultimo turno |  |
|  |             |                |                |             |             |  |  |              |               |              |              |              |  |
|  | 2           | Taro Daniel    | Taro Daniel    | 7           | 4           |  |  |              |               |              |              |              |  |
|  | Alt         | Liam Draxl     | Liam Draxl     | 6           | 0r          |  |  | 2            | Taro Daniel   | 7            | 5            | 3            |  |
|  | Alt         | Ryan Seggerman | Ryan Seggerman | 1           | 3           |  |  | 8            | James Trotter | 64           | 7            | 6            |  |
|  | 8           | James Trotter  | James Trotter  | 6           | 6           |  |  |              |               |              |              |              |  |

### Sezione 3
|  | Primo turno | Primo turno            | Primo turno | Primo turno | Primo turno |  |  | Ultimo turno | Ultimo turno | Ultimo turno | Ultimo turno | Ultimo turno |  |
|  |             |                        |             |             |             |  |  |              |              |              |              |              |  |
|  | 3           | Federico Agustín Gómez | 6           | 3           | 64          |  |  |              |              |              |              |              |  |
|  |             | Dmitry Popko           | 2           | 6           | 7           |  |  |              | Dmitry Popko | Dmitry Popko | 65           | 0            |  |
|  | WC          | Michael Mmoh           | 7           | 4           | 6           |  |  | WC           | Michael Mmoh | Michael Mmoh | 7            | 6            |  |
|  | 6           | Radu Albot             | 64          | 6           | 3           |  |  |              |              |              |              |              |  |

### Sezione 4
|  | Primo turno | Primo turno        | Primo turno    | Primo turno | Primo turno |  |  | Ultimo turno | Ultimo turno   | Ultimo turno   | Ultimo turno | Ultimo turno |  |
|  |             |                    |                |             |             |  |  |              |                |                |              |              |  |
|  | 4           | Tomás Barrios Vera | 2              | 6           | 3           |  |  |              |                |                |              |              |  |
|  |             | Ethan Quinn        | 6              | 4           | 6           |  |  |              | Ethan Quinn    | Ethan Quinn    | 61           | 3            |  |
|  | Alt         | Stefan Kozlov      | Stefan Kozlov  | 3           | 0           |  |  | 7            | Zachary Svajda | Zachary Svajda | 7            | 6            |  |
|  | 7           | Zachary Svajda     | Zachary Svajda | 6           | 6           |  |  |              |                |                |              |              |  |